# Mount Sterling, Wisconsin
Mount Sterling là một làng thuộc quận Crawford, tiểu bang Wisconsin, Hoa Kỳ. Năm 2006, dân số của làng này là 215 người.